# Ararat
Der Berg Ararat (aus dem Hebräischen, entstanden aus assyrisch Urartu), auch Großer Ararat (türkisch Büyük Ağrı Dağı, armenisch Մասիս Masis oder Արարատ Ararat, kurdisch Çiyayê Agirî / Shaxi, auch traditionell persisch كوه نوح, DMG Kūh-e Nūḥ, ‚Berg Noahs‘), ist ein ruhender Vulkan im Armenischen Hochland in Ostanatolien nahe der Grenze zu Armenien, Iran und der aserbaidschanischen Exklave Nachitschewan. Er ist mit 5137 m der höchste Berg der Türkei. Der kurdische Name, Çiyayê Agirî‎, bedeutet ‚der feurige Berg‘ (agir‎ ‚Feuer‘, çiya‎ ‚Berg‘).
Der kleinere Nachbarberg, der Kleine Ararat (türkisch Küçük Ağrı Dağı, armenisch Սիս Sis), ist 3896 m hoch. Im Jahre 2004 wurden beide Araratberge Teil eines Nationalparks.

## Geologie und Ausbruchsgeschichte
Der letzte Ausbruch des Vulkans fand 1840 statt. Dabei wurde das Dorf Ahora auf der Nordostseite zerstört.

## Mythos
Auf dem Gebirge Ararat soll nach der Sintflut die Arche Noah gestrandet sein (Gen 8,4 ). Die Vulgata spricht hierbei von den montes Armeniae, also den „Bergen Armeniens“, während es in der Nova Vulgata in montes Ararat, „Berge von Ararat“, geändert wurde. Anerkannte wissenschaftliche Belege für diesen Bericht fehlen allerdings. Einige Autoren behaupten, die biblische Geschichte verweise nicht direkt auf den Berg Ararat, sondern allgemein auf das Reich Urartu, das in assyrischer Keilschrift gleich geschrieben wurde. Der Koran hingegen nennt als Landeplatz Noahs den Berg Dschudi (Sure XI, 44), wobei unklar ist, ob damit der Cudi Dağı oder ein Berg in Arabien gemeint ist.
Eine als „Ararat-Anomalie“ bezeichnete geologische Formation in Gipfelnähe wurde im 20. Jahrhundert durch Luftaufnahmen bekannt und nährte Spekulationen um Überreste der biblischen Arche Noah.
Ein anderer Mythos ist die Legende von den Zehntausend Märtyrern, die auf dem Ararat gekreuzigt worden sein sollen.

## Wappenstreit

Das Wappen Armeniens mit dem Ararat im Zentrum.

Auch wenn der Ararat heute in der Türkei liegt, ist er das Nationalsymbol der Armenier, die bis zum Völkermord an den Armeniern 1915 größtenteils in den sechs armenischen Ostprovinzen im Osmanischen Reich ihren Siedlungsraum rund um den Ararat hatten. Er war im Staatswappen der Armenischen SSR und ist auch im Wappen Armeniens abgebildet. Die Türkei protestierte mit dem Hinweis, dass der Berg auf türkischem Territorium liege und deshalb nicht von Armenien oder der Sowjetunion vereinnahmt werden dürfe. Der sowjetische Außenminister Gromyko konterte später mit dem Hinweis, dass im Gegensatz dazu die Türkei den Mond als eine Mondsichel in der Flagge führe, obwohl weder der Mond noch ein Teil davon zur Türkei gehörten.

## Erstbesteigung
Die erste historisch belegte Gipfelersteigung des Großen Ararats erfolgte am 27. Septemberjul. / 9. Oktober 1829greg. durch eine kleine Expedition, angeführt von Friedrich Parrot, dem damaligen Rektor der Kaiserlichen Universität Dorpat. Er war in Begleitung seines armenischen Führers, des späteren bekannten Romanciers Chatschatur Abowjan, der beiden russischen Soldaten Alexei Sdorowenko und Matwei Tschalpanow vom 41. russischen Jägerregiment sowie der beiden Bauern Howhannes Ajwasjan und Murad Poghosjan aus dem unweit des Berges gelegenen Ort Arkori. James Bryce bestieg den Ararat 1876.

## Alpinismus
Seit 2001 erlauben die türkischen Behörden unter Auflagen eine Gipfelbesteigung für Ausländer. Neben einem Ausnahmevisum, für dessen Ausstellung durch die Botschaft die Genehmigung des Tourismus- und des Verteidigungsministeriums vorliegen muss, wird eine Erlaubnis des Türkischen Bergsteigerverbandes gefordert. Die Ausstellung kann Monate dauern. Das Visum muss mindestens zehn Wochen vor Reiseantritt beantragt werden. Nicht erlaubt sind Individualtouren; jeder Bergsteiger muss sich einer Gruppe anschließen. In den klimatisch für die Besteigung günstigen Sommermonaten finden sich zahlreiche Expeditionen am Berg ein.
Meist wird der Berg von der Südseite begangen. Ausgangspunkt ist die Grenzstadt Doğubeyazıt. Von dort führt eine Fahrstraße zur letzten Siedlung, dem kurdischen Hirtendorf Eliköy. Das Basislager befindet sich auf 3150 m. Die Gipfelbesteigung erfolgt vom Lager I von 4200 m aus. Neben der gängigen Südroute gibt es noch eine Ost- und eine Nordroute. Die Nordroute führt von der Stadt Aralık zum ersten Camp auf 2750 m. Die Besteigung erfolgt dann von dem Bergsee Köp Gölü aus. In den Monaten März bis Mai wird der Ararat auch mit Skiern bestiegen. „Viele empfinden den Ararat als sehr leichten Berg, zum Beispiel im Juni, Juli und August […] doch im Winter ist er total schwierig und kann sehr gefährlich sein. Wir haben auch ein Rettungsteam. Wir haben schon ein paar Leute runtergebracht – Tote.“ (Aussage des kurdischen Bergführers Kemal Çeven, der den Ararat nach eigenen Angaben bereits 200 Mal bestiegen hat).“ (Jörn Klare) In den Wintermonaten ist das Wetter am Berg sehr unbeständig, Schneestürme machen eine Besteigung oft unmöglich.

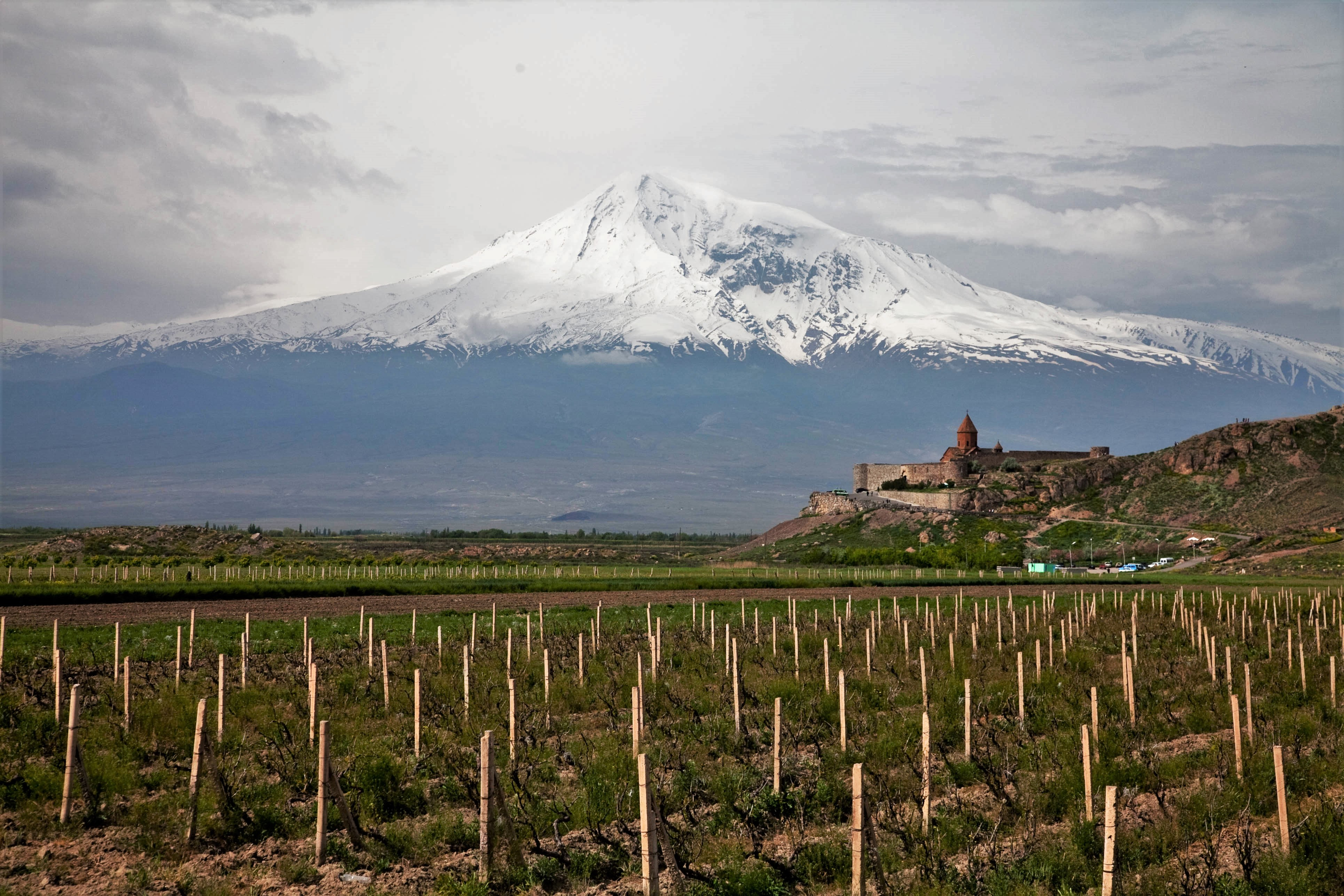
Blick über Chor Virap (Armenien) zum Ararat
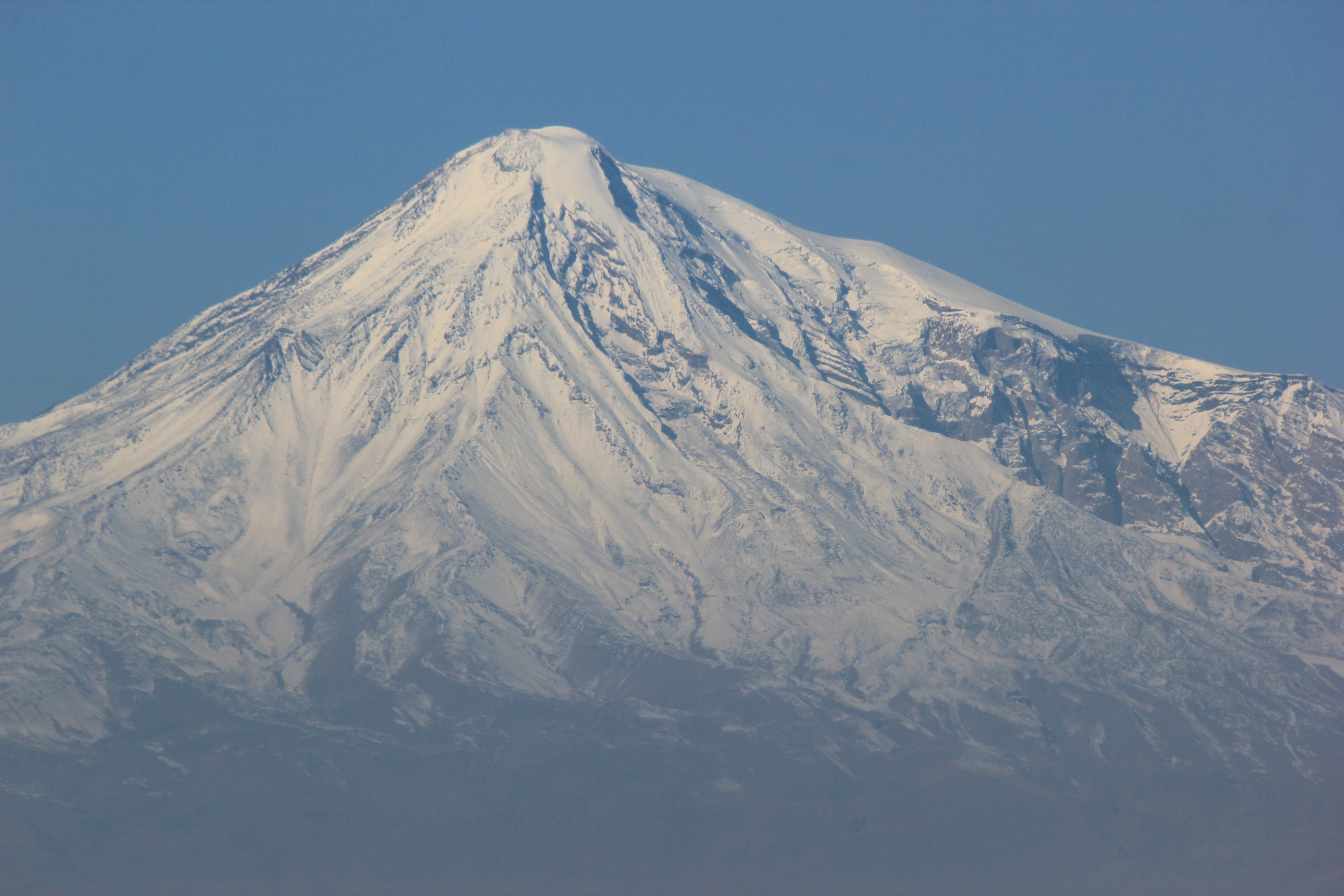
Ansicht der Gipfelpartie von Osten
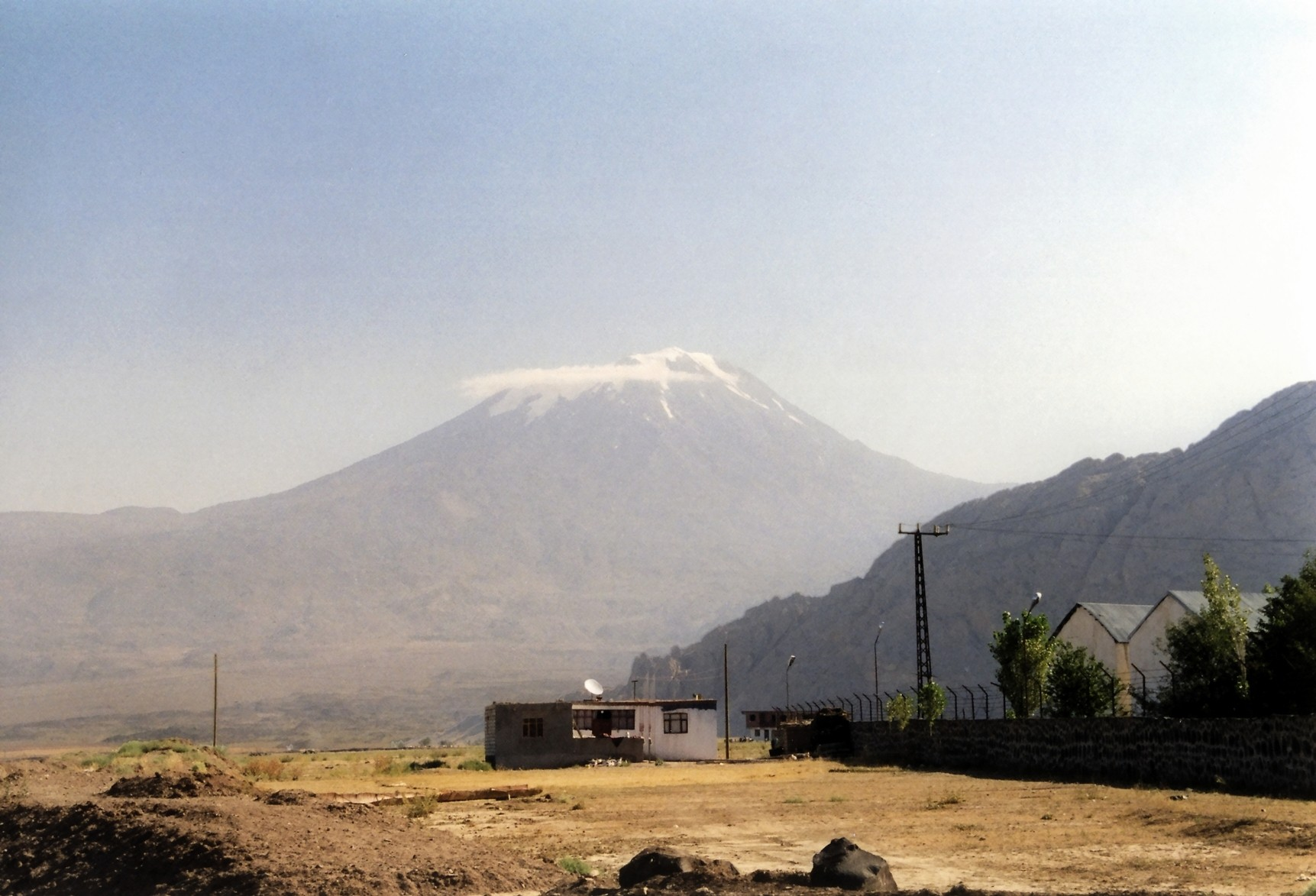
Der Große Ararat von Doğubeyazıt (Türkei) aus gesehen.
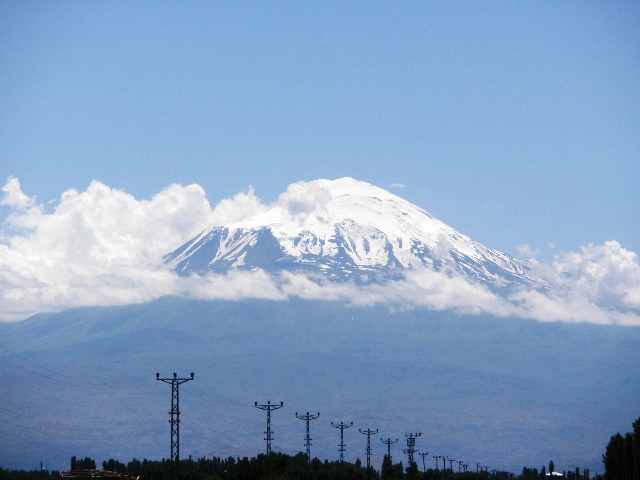
Der Große Ararat von Iğdır (Türkei) aus gesehen.
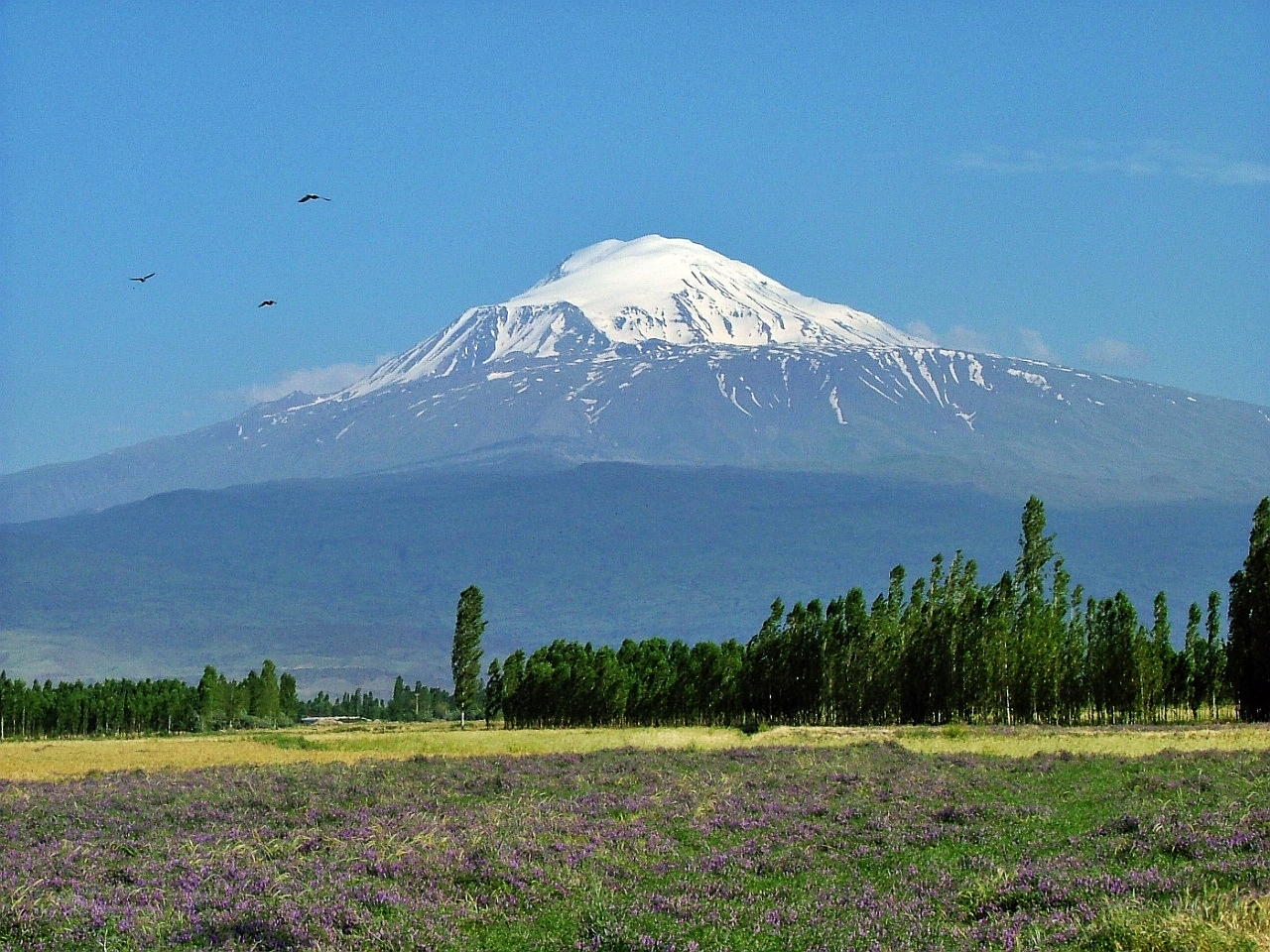
Großer Ararat von Westen
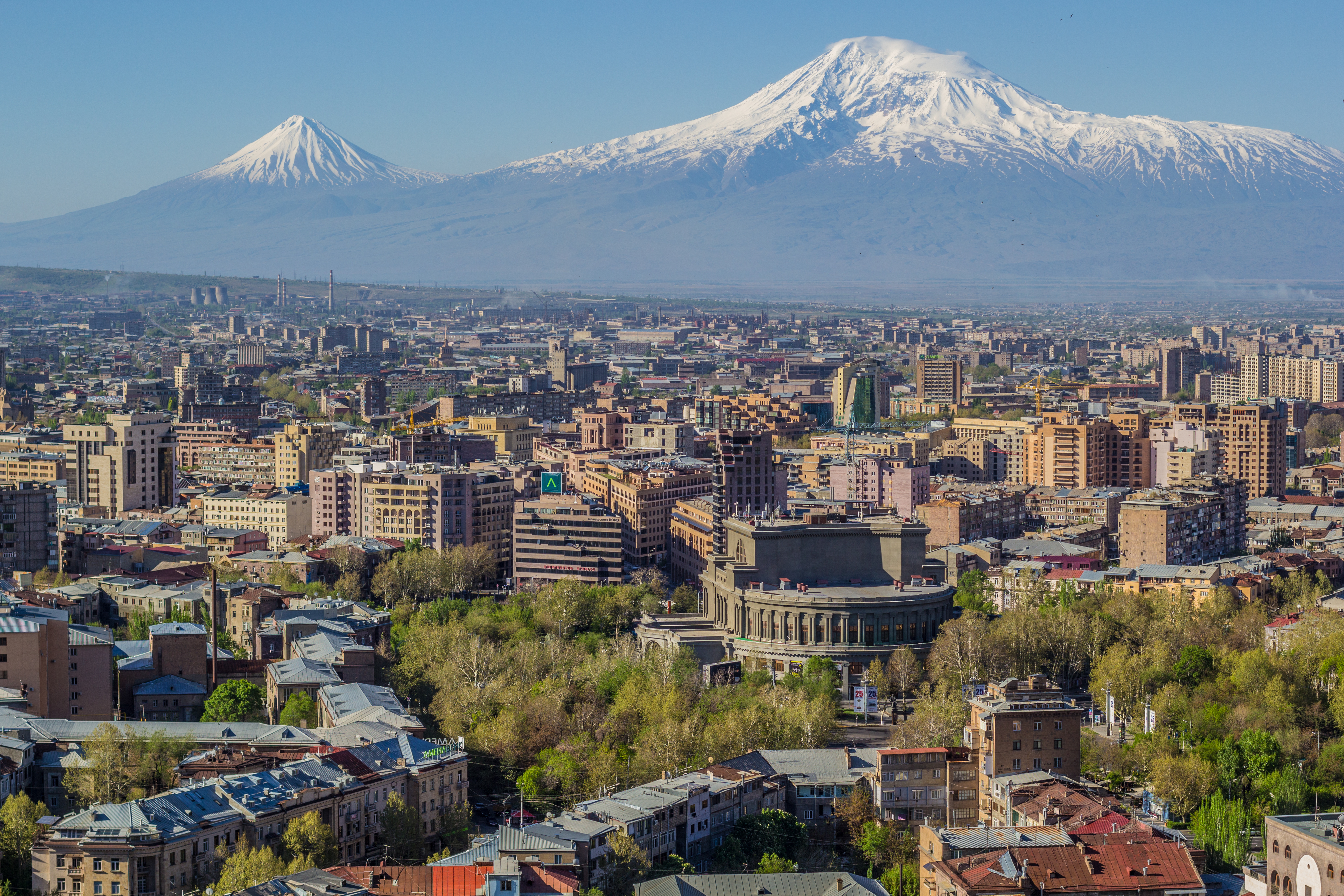
Stadtansicht der armenischen Hauptstadt Jerewan mit Ararat im Hintergrund

## Film
- Ağrı Dağı Efsanesi („Die Legende vom Berg Ararat“), ein Film des türkischen Filmregisseurs Memduh Ün von 1975, der auf den gleichnamigen Roman von Yaşar Kemal basiert
- Ararat, ein Filmdrama des kanadisch-armenischen Filmregisseurs Atom Egoyan von 2002, der sich mit der Erinnerung an den Völkermord an den Armeniern beschäftigt
- Ararat, ein Filmdrama von Engin Kundag von 2023